# Cane di San Bernardo
Il cane di San Bernardo è una razza canina, gigante assoluto della sua specie.

## Storia
Spesso, per ricostruire le origini della razza, si fa riferimento ai grossi mastini che le legioni romane lasciavano con le truppe destinate a presidiare i punti strategici sulle grandi vie di comunicazione. Pare abbastanza probabile che questa possa essere l'origine dei cani di San Bernardo e dei grandi bovari diffusi in vari Cantoni svizzeri, ma la prima testimonianza certa della presenza di tali cani al Colle del Gran San Bernardo, che allora si chiamava Col de Mont Joux (Mons Jovis), risale alla seconda metà del Seicento, quando il pittore italiano Salvator Rosa ritrasse un grosso molossoide molto simile al moderno cane di San Bernardo.
Probabilmente, i primi cani, allora non identificabili con la razza attuale, ma con lo scomparso mastino alpino, vennero donati ai canonici residenti presso l'ospizio situato al Colle San Bernardo verso il 1660, dalle famiglie nobili del Vallese, per la guardia e la protezione dell'ospizio stesso dai non infrequenti malintenzionati (le cronache riportano numerosi episodi di brigantaggio), ma anche per numerosi altri impieghi, dal trasporto di piccoli carichi (latte, formaggi), alla fornitura di forza motrice (un dispositivo a mulino, azionato dai cani, muoveva l'enorme spiedo della cucina dell'ospizio). Ma l'impiego che li rese celebri nel mondo fu quello di ausiliari dei canonici (marronnier) nel tracciare la pista nella neve fresca, prevedere la caduta di valanghe e ritrovare i viaggiatori dispersi con il maltempo.
Fra di loro, il più famoso fu Barry I (1800-1814), resosi protagonista del salvataggio di almeno 40 persone. Alla sua morte il suo corpo venne imbalsamato e conservato presso il Museo di storia naturale di Berna e, da allora, il miglior maschio di ogni cucciolata dell'allevamento dell'ospizio prende il nome di Barry. Inoltre, la razza, fino a quel tempo conosciuta come "mastino delle Alpi", iniziò ad essere conosciuta come chien Barry (cane Barry).
La denominazione cane di San Bernardo, dal santo di Aosta, venne adottata per la prima volta nel 1862, in occasione di un'esposizione cinofila presso Birmingham e si iniziò ad usare universalmente verso il 1880. La stesura del primo standard di razza risale al 1887.
Già a partire dalla metà del XIX secolo ci si era resi conto dei danni causati dalla eccessiva consanguineità tra i riproduttori presenti presso l'allevamento dell'ospizio e si decise dunque di ricorrere all'incrocio con il cane di Terranova, ritenuto il più adatto per similitudini fisiche ed attitudinali. Frutto di tale incrocio fu la comparsa del pelo lungo, mantello caratteristico della più diffusa oggigiorno fra le due varietà della razza, ma ritenuto meno adatto del pelo corto al lavoro nella neve. La varietà di pelo più idonea al soccorso resta dunque quella originaria, a pelo corto.
Nei primi anni del XX secolo la razza si era diffusa in tutta Europa, ma la popolarità, come spesso accade, portò anche ad alcune deviazioni rispetto alla tipologia originale. Vennero introdotti incroci con Mastiff inglesi ed altre razze, unitamente ad una selezione volta ad accentuare le caratteristiche di mole, pelo, lassità della pelle, rivolte a fattori esclusivamente "estetici", a discapito spesso della funzionalità. La seconda guerra mondiale arrecò gravi danni a questa, come a molte altre razze. Il recupero del cane di San Bernardo, in una chiave di bellezza funzionale e zootecnica, deve molto all'opera del grande cinologo italiano Antonio Morsiani, importante allevatore e studioso della razza che, con il suo Allevamento del Soccorso (fondato nel 1939), contribuì in modo determinante alla salvezza e alla rinascita morfologica e funzionale del San Bernardo nel dopoguerra in Italia e in Europa.
Nel 1967, fu fondato da Antonio Morsiani e da altri appassionati il Club Italiano San Bernardo, subito riconosciuto ufficialmente dall'Ente nazionale cinofilia italiana. Sempre nel 1967, lo stesso Antonio Morsiani ed altri studiosi, allevatori e giudici, fondarono in Svizzera la World Union of Saint Bernard, a sua volta riconosciuta ufficialmente dalla Fédération cynologique internationale nel settembre 2023.

## Descrizione

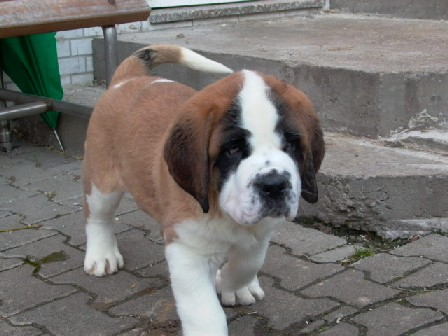
Un cucciolo di San Bernardo

La testa, caratterizzata dalla spiccata convergenza degli assi longitudinali del cranio e del muso, è la più voluminosa dell'intera specie canina ed esige assoluta priorità nel giudizio morfologico sul tipo. Il cranio è nettamente brachicefalo (indice cefalico 64). Il muso è piuttosto corto ma senza esagerazioni (poco più di un terzo della lunghezza totale del cranio), rigorosamente quadrato e mai appuntito o conico. Le labbra inferiori devono essere ben sostenute da substrato scheletrico. Gli arti devono essere lunghi (distanza gomito-suolo sempre superiore al 50% dell'altezza al garrese), la groppa è orizzontale e gli angoli del posteriore solo moderatamente angolati (l'angolo tibio-metatarsico dev'essere di circa 145º) per consentire una migliore spinta in salita.
Il San Bernardo è uno dei cani più grandi: può superare i 95 cm al garrese e i 100 kg di peso. La grande mole (caratteristica imprescindibile della razza) non deve mai però andare a discapito della funzionalità e del buon movimento. Si tratta infatti di un vero "atleta pesante", in grado anche, se ben selezionato, di portare la sua altezza e il suo peso con estrema disinvoltura ed eleganza. L'altezza minima al garrese deve essere di 70 cm per i maschi e 65 cm per le femmine: mediamente, i maschi raggiungono e superano un'altezza di circa 80 cm (con punte di 90 cm ed oltre), mentre le femmine di 75 (con punte di 80 cm ed oltre). Come abbiamo visto, nessun'altra razza funzionale può raggiungere il peso del San Bernardo (fino a 90/100 kg nei grandi maschi) con un insieme armonico, dinamico, come si conviene a un vero atleta pesante da montagna.

## Carattere
Come tutti i molossoidi, è sempre molto attaccato al proprio padrone (con il quale resta cucciolo per tutta la vita) e a coloro che considera amici, particolarmente ai bambini con i quali ha un ottimo rapporto. È inoltre un cane molto socievole, con una forte personalità ed è noto per il suo carattere equilibrato. Determinato, pronto alla guardia e al controllo del territorio (senza essere mai aggressivo con l'uomo avendo praticamente cancellato con la selezione multisecolare l'istinto predatore), è dotato di una struttura estremamente poderosa (i maschi possono superare anche i 100 kg) ed è perciò in grado di essere un valido cane da guardia ed avvisatore con fulminea percezione del pericolo e ottima reattività nervosa. Ancora oggi, se addestrato, può svolgere al meglio i suoi antichi compiti di cane da soccorso in montagna. La sua resistenza al freddo e alla fatica in altitudine sono proverbiali. Eccellente anche come cane da catastrofe e per la terapia dell'animale da affezione conosciuta in inglese come Pet therapy.

## Nella cultura di massa
- Il più grande cane di San Bernardo di cui si abbia notizia (vissuto fra il 1880 e il 1890 in Inghilterra) si chiamava "Lord Bute" e pare misurasse 109 cm al garrese con un peso di ben 112 kg. In Italia, negli anni sessanta, un gigantesco San Bernardo chiamato "Mischa" raggiunse il peso di 118 kg con un'altezza superiore ai 90 cm al garrese e visse più di 15 anni. Sempre in Italia, nei primi anni novanta, un altro gigantesco maschio di nome "Sando" raggiunse i 103 cm al garrese con un peso superiore ai 115 kg.
- Il San Bernardo è diffuso in tutti i continenti. In Sudafrica esiste da oltre 20 anni infatti un club che lo tutela e ne promuove la corretta selezione anche in quel continente.
- Nel cinema il San Bernardo è stato spesso protagonista di film anche molto conosciuti, sia per il cinema che per la tv. In Italia famoso il "Birillo" del primo Amici miei, girato nel 1975. Molto noti anche la serie di Beethoven e il film horror Cujo (1983), tratto dal romanzo omonimo di Stephen King.
- Buck, il protagonista del romanzo Il richiamo della foresta di Jack London, è mezzo San Bernardo e mezzo Cane da pastore scozzese, mentre nel film del 1935 con Clark Gable viene interpretato da un San Bernardo normale.
- Nel film d'animazione Disney Le avventure di Peter Pan (1953) e nell'adattamento del 2003 appare un San Bernardo femmina chiamata Nana, anche se nel romanzo originale di J. M. Barrie è descritta come un esemplare di Terranova ossia una razza affine.
- Un cane San Bernardo (chiamato Nebbia nella versione italiana) è compagno della protagonista nella serie animata Heidi.

## Adatto per
- Salvataggio
- Pet-Therapy
- Protezione Civile
- Compagnia
- Guardia